# Collins English Dictionary

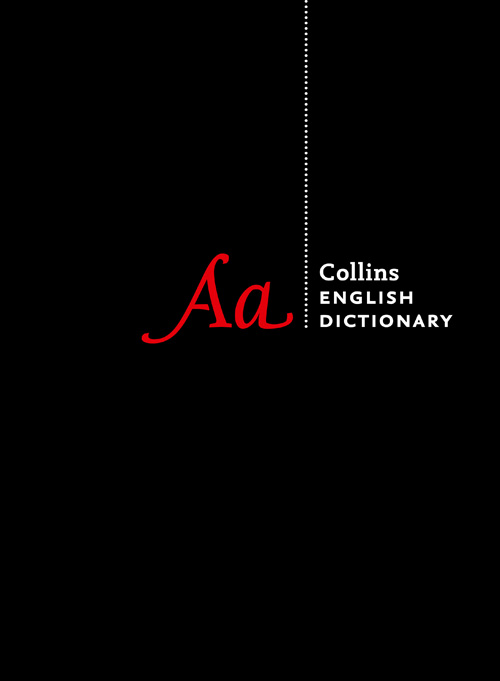
Collins English Dictionary 13ª edição completa e integral.

O Collins English Dictionary é um dicionário impresso e online de inglês. Ele é publicado pela HarperCollins em Glasgow.
A edição de 1979 do dicionário, com Patrick Hanks como editor e Lawrence Urdang como diretor editorial, foi o primeiro dicionário britânico a utilizar o poder total das bases de dados de um computador e composição tipográfica em sua preparação. Isso significou que, por exemplo, editores físicos poderiam controlar definições separadas da mesma palavra e o resultados poderiam ser misturados no significado final, ao invés de um editor ser responsável por uma palavra. 
Em uma edição posterior, eles usaram cada vez mais o Banco de Inglês estabelecido por John Sinclair no  Collins Birmingham University International Language Database (COBUILD) para fornecer citações típicas em vez de exemplos compostos pelo lexicógrafo.

## Edições
A atual é a 13ª edição, publicada em novembro de 2018. A edição anterior foi a 12ª edição, que foi publicada em outubro de 2014. Uma 10ª edição especial de "30º Aniversário" foi publicada em 2010, com edições anteriores publicadas uma vez a cada 3 ou 4 anos.

## Versão Online
A edição integral do Collins English Dictionary foi publicada na Internet no dia 31 de dezembro de 2011 no site CollinsDictionary.com, junto com as edições integrais de dicionários em francês, alemão, espanhol e italiano. O site também inclui exemplos de sentenças mostrando o uso da palavra, sua frequência no Collins Bank of English Corpus (um banco de dados da instituição), tendências através do projeto Ngrams da Google e imagens ilustrativas do Flickr. 
Em agosto de 2012, CollinsDictionary.com apresentou uma pesquisa do significado de neologismos conectada ao Facebook para que as pessoas possam sugerir palavras, continuando mantendo controle editorial geral para não confundir-se com o Wiktionary e Urban Dictionary. A iniciativa surgiu após o lançamento de um fórum de neologismos em 2004.
Em maio de 2015, CollinsDictionary.com adicionou 6.500 novas palavras do Scrabble à sua lista oficial de palavras do Scrabble da Collins. As palavras são baseadas em termos relacionados e influenciados por gírias, mídias sociais, alimentos, tecnologia e muito mais. 

## Ligações Externas
- Site do dicionário em português
- COBUILD Reference